# Hans Mendau
Hans Mendau (* 6. Oktober 1942 in Stendal; † 2014 in Berlin) war ein deutscher Grafiker.

## Leben und Werk
Mendau absolvierte die Erweiterte Oberschule mit dem Abitur und arbeitete bis 1964 als Plakatmaler. Von 1964 bis 1967 studierte er Gebrauchsgrafik an der Fachschule für Werbung und Gestaltung Berlin-Schöneweide und von 1967 bis 1972 bei Werner Klemke und Arno Mohr Grafik an der Kunsthochschule Berlin-Weißensee. Anschließend hatte er dort bis 1975 eine Aspirantur. Von 1985 bis 1980 arbeitete Mendau in Berlin als freischaffender Gebrauchsgrafiker. U. a. erhielt er Aufträge von Handelsbetrieben, für die er Werbeanlagen gestaltete, er machte Schriftgestaltung und schuf Plakate. Daneben arbeitete er als freier Künstler. Er schuf vor allem Arbeiten auf Papier und Collagen. 1976 war er an dem von Jürgen Schweinebraden herausgegebenen Künstlerbuch Grafik der Deutschen Demokratischen Republik beteiligt. Mendau hatte an der Kunsthochschule Berlin-Weißensee Lehraufträge, und ab 1980 war er dort Dozent am Institut für baugebunden Kunst.
Mendaus Bruder Peter Mendau (1939–2016) war ebenfalls Gebrauchsgrafiker.

## Ausstellungen (unvollständig)

### Einzelausstellungen
- 1992: Berlin-Grünau, Galerie Bürgerhaus; und Frankfurt am Main, Galerie Bernauer–Berg (Malerei und Grafik; mit Peter Mendau)
- 2006: Berlin, Galerie 100 („Mendau. Mendau soundso. Malerei von Peter und Hans Mendau“)
- Postum 2019/2020: Berlin-Pankow, Galerie Solitaire („Der flüchtige Abdruck auf dem weißen Papier“)

### Teilnahme an zentralen und wichtigen regionalen Ausstellungen in der DDR
- 1981, 1982 und 1986: Berlin, Bezirkskunstausstellungen
- 1982/1983 und 1978/1988: Dresden, IX. und X. Kunstausstellung der DDR
- 1983: Berlin, Galerie am Prater („Retrospektive 1973–1983“)